# الاتحاد الفرنسي لحقوق المرأة
نشط الاتحاد الفرنسي لحقوق المرأة (LFDF)، كما هو في اللغة الفرنسية (The Ligue Française pour le Droit des Femmes)، منظمة فرنسية نشطة في عملية دعم حقوق المرأة من عام 1882م.
تم تأسيس هذا الاتحاد على يد ماريا ديراسميس، إحدى رائدات النسوية في فرنسا  في ذلك الوقت. كانت ديراسميس قبل ذلك ناشطة في جمعية حقوق المرأة(Association pour le Droit des Femmes)، والتي كانت شريكة في تأسيسها مع ليون ريتشر عام 1870، ولكن في عام 1882 اختلف كل من ديراسميس وريتشر حول قضية حق المرأة  في التصويت. بينما كان ريتشر متمسكًا بمنظور أن المرأة لا يجب أن تعطى حق التصويت قبل أن تكون قد تخلصت تمامًا من تأثرها بالكنيسة الكاثولكية، ذلك نظرًا لما ينتج عنه من تأخر في التطور التدريجي للمجتمع، رأت ماريا، والتي شاركت هذا الرأي سابقًا، عكس ذلك ويجب أن تعطى المرأة حق التصويت من أجل الارتقاء بالمجتمع، بالتالي تركت ديراسميس جميعة حقوق المرأة وقامت بتأسيس الاتحاد الفرنسي لحقوق المرأة (LFDF). وأخيرًا تم استبدال جمعية ريتشر نظرًا لانشقاقها بالاتحاد الفرنسي لحقوق المرأة باعتبارها الحركة النسائية الرائدة في فرنسا. وقد نظم كل من ديراسميس وريتشر عدة مؤتمرات كرؤساء لجمعياتهم. بعد وفاة ديراسميس عام 1894 أصبح الاتحاد قوة نسائية رائدة في فرنسا وأطلق حملة قوية من أجل تصويت المرأة. فقد نظم الاتحاد مؤتمرًا لحقوق المرأة في عام 1896 وثلاثة في 1900، الأمر الذي أسفر عنه قرارات داعمة للمساواة الكاملة بين الجنسين.